# 鐮狀方口魮
鐮狀方口魮（学名：Cosmochilus falcifer）为輻鰭魚綱鯉形目鲤科的其中一種，分布於亞洲馬來西亞及印尼，體長可達48公分，棲息在底層水域。